# Natuna Besar
Natuna Besar (indonesisch: Groß-Natuna; auch (Pulau) Bunguran Besar, Große Bunguran-Insel, oder Ost-Bunguran) ist die Hauptinsel der indonesischen Natuna-Inseln im Südchinesischen Meer. Politisch gehört sie zur Provinz Kepulauan Riau (Riauinseln), mit 1720 km² ist sie deren größte Insel.

## Geografie
Die Insel liegt zwischen der Malaiischen Halbinsel und Borneo. Das Seegebiet der Natunainseln und der anderen nördlichen Riauinseln grenzt im Westen (ca. 500 km), Osten (ca. 550 km) und Südosten an das Hoheitsgebiet Malaysias, gehört aber zum Staatsgebiet Indonesiens. Südwestlich der Insel befindet sich Sumatra, im Süden liegt die Karimata-Straße.
Natuna Besar ist die bei weitem größte der Natuna-Inseln, der Rest nimmt nur einen Bruchteil ihrer Fläche ein. Die größeren vorgelagerten Inseln sind Lagong und Batang im Süden, Sedanau mit der gleichnamigen Stadt und Salor im Westen, Seluan im Nordwesten, Nord-Bunguran im Norden und Tian, südlich von Batang. Daneben existiert eine Vielzahl kleinerer Inseln. Natuna Besar selbst ist 66 km lang und 49 km breit. Der Nordzipfel der Insel reicht weit ins Meer hinein und der südliche Teil ist durch eine 13 km lange, schmale Bucht vom Hauptteil getrennt, sodass er nur durch einen 3 km langen Streifen mit ihm verbunden ist und eine eigene Halbinsel bildet.
Etwas östlich des Zentrums der Insel befindet sich ein Stausee, der bei weitem größte See auf Natuna Besar. Die höchste Erhebung ist der Berg Ranai mit einer Höhe von 1035 m. Die gleichnamige Stadt an der Ostküste ist der Hauptort sowie das wirtschaftliche Zentrum der Insel. Natuna Besar ist in sechs Distrikte geteilt: Bunguran Timur, Bunguran Barat, Bunguran Selatan, Bunguran Utara, Bunguran Tengah und Bunguran Timur Laut.
Fast alle Straßen der Insel verbinden Ranai mit Orten an der Nord- oder Südküste wie Padang oder dem Hochland. Nur ein größerer Ort an der Westküste besitzt ebenfalls ein vernetztes Straßenwerk. Natuna Besar kann über den Flughafen Ranai angeflogen werden, der sich 800 Meter vom Zentrum des Ortes befindet. Zusätzlich besteht ein regelmäßiger Schiffsverkehr.

## Bevölkerung
Auf der Insel lebten 2010 etwa 52.000 Menschen, davon 2011 vermutlich 20.800 in Ranai. Auf der Insel wohnen hauptsächlich Malaien.
2007 bis 2009 wurde in Ranai die Große Moschee von Natuna (Masjid Agung Natuna) gebaut, eine der größten Moscheen der Provinz und des Landes. Außerdem ist Ranai Standort der indonesischen Luftwaffe.
Bei Natuna Besar wurde eines der größten Erdgasfelder der Erde gefunden (das Natuna-Gasfeld), viele der Einwohner arbeiten nun im Abbau.
Einige Menschen, die von der indonesischen Regierung hierher umgesiedelt wurden, bauen Erdnüsse und Erbsen an.

## Natur
Auf Natuna Besar leben drei Arten nichtmenschlicher Primaten, nämlich Sunda-Plumploris, Javaneraffen und die endemischen Natuna-Languren. Außerdem gibt es eine kleine Anzahl wilder Ziegen und viele Seevögel und Meeresschildkröten. Des Weiteren sind zwei Arten von Bogenfingergeckos (Cyrtodactylus), zwei Arten der Geckogattung Cnemaspis, eine Art der Engmaulfroschgattung Kalophrynus sowie eine Art der Asiatischen Krötenfroschgattung Leptobrachella auf der Insel endemisch. Schon 50 m vor der Küste und fünf Meter unter Wasser befinden sich Korallen, sodass die Insel bei Tauchern beliebt ist.
Auf der Insel herrscht tropisches Monsunklima. Die Durchschnittstemperatur ist 27 °C, die Trockenzeit von März bis Juli. Die größte Touristenattraktion der Insel ist der Alif Stone Park, wo einige große Bouldersteine an der Küste liegen und über Treppen und Stege miteinander verbunden wurden.